# Beckham County
Beckham County är ett administrativt område i delstaten Oklahoma, USA, med 22 119 invånare. Den administrativa huvudorten (county seat) är Sayre. 

## Geografi
Enligt United States Census Bureau så har countyt en total area på 2 342 km². 2 336 km² av den arean är land och 6 km² är vatten. 

### Angränsande countyn
- Roger Mills County - nord
- Custer County - nordöst
- Washita County - öst
- Kiowa County - sydöst
- Greer County - syd
- Harmon County - sydväst
- Collingsworth County, Texas - väst
- Wheeler County, Texas  - nordväst